# 総社町植野
総社町植野（そうじゃまちうえの）は、群馬県前橋市の地名。郵便番号は371-0851。2013年現在の面積は1.09km2。

## 地理
前橋市の西部、利根川右岸に位置しており、地内を天狗岩用水が南流している。

### 河川・用水
- 利根川
- 天狗岩用水

## 歴史
戦国時代頃からある地名である。江戸時代になると、はじめ総社藩領、寛永10年に高崎藩領、寛延2年から前橋藩領だった。

### 年表
- 1889年4月1日 町村制施行により、植野村は総社町、高井村と合併し西群馬郡総社町が成立する。その際、旧町村名を大字名としたため、総社町大字植野となる。
- 1896年4月1日 郡統合（西群馬郡と片岡郡の統合）により群馬郡に所属する。
- 1954年4月1日 周辺1町5村（元総社村、上川淵村、芳賀村、桂萱村、下川淵村、東村）とともに総社町は前橋市へ編入する。その際、総社町になった際の3大字に「総社町」を冠称し、町名としたため前橋市総社町植野となる。
- 1967年 一部が総社町桜が丘となる。
- 1976年 一部が高井町1丁目となる。

### 地名
古くは「上野」と書いたとされている。

## 世帯数と人口
2017年（平成29年）8月31日現在の世帯数と人口は以下の通りである。
| 町丁       | 世帯数    | 人口    |
| ---------- | --------- | ------- |
| 総社町植野 | 1,498世帯 | 3,540人 |

## 小・中学校の学区
市立小・中学校に通う場合、学区は以下の通りとなる。
| 番地 | 小学校             | 中学校             |
| ---- | ------------------ | ------------------ |
| 全域 | 前橋市立勝山小学校 | 前橋市立第六中学校 |

## 交通

### 鉄道
- JR東日本上越線群馬総社駅

### 道路
国道は通っていらず、県道は群馬県道15号前橋伊香保線が通っている。

## 施設
- JR東日本上越線群馬総社駅
- 前橋市立勝山小学校
- 前橋総社北郵便局
- 総社二子山古墳